# Almost Unplugged
Almost Unplugged é oficialmente o primeiro album vivo da banda de hard rock sueca Europe. Ele foi lançado em CD em 17 de setembro de 2008 e em DVD em 19 de agosto de 2009.
O álbum foi gravado em Nalen, um local em Estocolmo em 26 de janeiro de 2008. A banda foi acompanhada por um quarteto de cordas e tocaram versões retrabalhadas de suas próprias músicas, bem como versões covers de músicas de bandas que influenciaram o som do Europe durante os anos - tais como Pink Floyd, UFO, Led Zeppelin e Thin Lizzy. O álbum estreiou na 26 colocação nas Paradas suecas, e foi para a 23 colocação na semana seguinte.
O álbum é dedicado para Michele Meldrum, a última esposa de John Norum, que morreu em 21 de maio de 2008.

## Lista de Faixas
1. "Got to Have Faith" (Joey Tempest, John Norum) – 4:15
2. "Forever Travelling" (Tempest, Mic Michaeli) – 4:22
3. "Devil Sings the Blues" (Tempest, Michaeli) – 6:26
4. "Wish You Were Here" (David Gilmour, Roger Waters) – 4:36
5. "Dreamer" (Tempest) – 4:23
6. "Love to Love" (Phil Mogg, Michael Schenker) – 7:31
7. "The Final Countdown" (Tempest) – 5:46
8. "Yesterday's News" (Tempest, Kee Marcello, John Levén, Ian Haugland, Michaeli) – 6:30
9. "Since I've Been Lovin' You" (Jimmy Page, Robert Plant, John Paul Jones) – 7:24
10. "Hero" (Tempest) – 4:26
11. "Suicide" (Phil Lynott) – 5:42
12. "Memories" (Tempest) – 5:51
13. "Superstitious" (Tempest) – 4:39
14. "Rock the Night" (Tempest)  – 5:51

## Pessoal
- Joey Tempest – vocais principais, violão
- John Norum – guitarra e violão
- John Levén – baixo, violão
- Mic Michaeli – teclados, backing vocals
- Ian Haugland – bateria, backing vocals
- Malin-My Nilsson – violino
- Victoria Lundell – violino
- Jonna Inge – viola
- Anna Landberg Dager – violoncello
- Andreas Bauman – mixagem
- Henrik Jonsson – masterização
- Staffan Lindahl – diretor de turnê / produtor
- Ronny "Rompa" Bernström – engenheiro do som ao vivo
- Anders "Q-lan" Wallertz – engenheiro de lluz
- Samuel "Samme" Nielsen – engenheiro de monito
- Peter "Peter" Erixon – backline tech
- Roger "Spy-T" Albinsson – backline tech
- Thomas Eijerstam – diretor técnico
- Fredrik Martinsson – engenheiro de som
- Gundars Rullis – técnico do FOH
- Tindra Jonsson Wibers
- Dimitrios Dimitriadis – Arte da Capa